# 中卒労働者から始める高校生活
『中卒労働者から始める高校生活』（ちゅうそつワーカーからはじめるこうこうせいかつ）は佐々木ミノルによる日本の漫画作品。『コミックヘヴン』（日本文芸社）にて、2号より連載中。
ここでは、本作のスピンオフ作品（外伝）である『お嬢さまから始める結婚生活』（おじょうさまからはじめるけっこんせいかつ）についても触れる。

## 概要
通信制高等学校に通う生徒たちの人生模様を描いた群像劇。
通信制高等学校は特殊な制度の学校であり、「全日制高等学校に進学しなかった者」「全日制高等学校に合格できなかった者」「進学する気はなかったが仕方なく通っている者」「シングルマザー」「リタイア後のシニア」など、様々な生徒が集まる“人種のルツボ”でもある。作中のエピソードは、若いころに実際に通信制高等学校に通った作者の実体験がベースとなっている。
なお、作中では触れられていないが、実際は通信制高等学校でも入学試験は課される。ただ、通信制の入学試験は落とすための試験ではなく受け入れるための試験であるため、試験内容は主に教師との面接や作文・軽い筆記テスト程度であり、合格率はかなり高めである。
2025年5月時点で累計部数は200万部を突破している。『次にくるマンガ大賞』「これから売れて欲しいマンガ」部門では第1回・第2回ともベスト10には入らなかったが連続でノミネートされた。単行本では、毎巻巻末におまけで真彩を主人公にした『ブラコンの作り方』が掲載されている。
2018年9月27日、アニメ視聴アプリ「アニメBeans」にて配信予定であること、また本作の視聴者参加型オーディションがLINE LIVEで行われることが報じられ、11月27日には、11月30日より配信開始と主要キャストが公表された。11月30日より第1話から第10話の配信を開始、2019年1月25日にかけて20話が配信された（うち第6話以降はポイント課金による有料）。
2019年7月10日より、ウェブコミック配信サイト「Webゴラク」（現ゴラクうぇぶ!）のサイト内レーベル「Webコミックヘヴン」にて、外伝『お嬢さまから始める新婚生活』が連載開始した（不定期連載）。なお、2020年1月20日からはLINEマンガでも連載を開始し、不定期で新作が公開されている（「Webコミックヘヴン」でも同様に第1話、第2話と最新話のみ掲載）。

## あらすじ

### 本編：中卒労働者から始める高校生活
主人公の片桐真実は、物流会社に勤務する18歳の青年。母親は既に他界し、父親の真は事件を起こし服役したため、世間体を気にしてそれまで住んでいた家を離れ、新たに親戚から借りた一軒家で3歳年下の妹・真彩と二人暮らししている。亡くなった母親の生命保険金があったため、兄妹二人が暫く暮らしていけるだけの生活費はあるものの、真実は真彩の保護者代わりとして家計を支えるため、中卒後は高等学校へは進学せず就職した。そして働き始めて4年目の春、現場の指揮係を任されるほどになり、「学歴（がく）が無くても俺はやれる」と自信を持っていた真実だったが、社長の友人の息子である梶原優が職場に縁故入社してきたことから人生は変わる。内定していた指揮係への昇格は新入りながら大卒の梶原に任されたため無くなったうえ、梶原からは見下されたことから衝突するようになり、職場に居づらくなってしまう。
妹の真彩は、全日制高等学校の受験に失敗してしまったため、危うく中卒浪人になりかける。そんな折、真彩は中学の担任から通信制高等学校を勧められたことで、東々第一高等学校の通信制コースに進学する。一方、真実は真彩から「一緒に行こう」と誘われたものの、当初は進学に興味がなく断っていたが、自身を見下していた梶原（を含む差別していた周囲の人々）を見返すため、高卒・大卒の資格を得ようと真彩とともに東々高等学校に入学した。
東々第一高等学校での入学式当日、真実はお金持ちのお嬢様である逢澤莉央と出会う。当初は反発し合っていたが、お互いが相手の"素"の部分に気づいてからは次第に気に掛けるようになり、ある事件をきっかけに、2人は付き合うようになる。
時が過ぎて真実たちは、高校生活2年目を迎えた。春、シングルマザーの斉藤若葉を妊娠させた富田泰平が後輩として東々第一高等学校通信制コースに入学してくるなどのハプニングもあったが、皆それぞれが勉学に励み、学園祭、体育祭や生徒会活動などにも勤しみ、真実と莉央はより仲を深めていったのだった。そして、夏を迎えてから、莉央はファミレスでアルバイトを始めたが、そこに姿を消したはずの父親・真が配達ドライバーとして現れる。まさかの出来事をきっかけに、真実と莉央、二人の関係に微妙に変化が表れるようになる。
作中では、時に莉央が過去を振り返り、心の中で真実に語り掛けるなどの形で物語は進行する。

### 外伝：お嬢さまから始める結婚生活
東々第一高等学校の通信制コースで出会った、片桐真実と逢澤莉央。それから10年経ち、二人は結婚し夫婦となり、結婚してから1年を迎えようとしている。
お金で苦労したことのない資産家の令嬢と、若くしてお金で苦労した青年。洋食が好きで賑やかな場所が好きな妻、和食が好きで静かな場所が好きな夫。お互い好みは違うし、金銭感覚も異なるなど育ちも違う。そんな二人を周りは心配するが、それでも二人はお互いを信頼し、結婚した。とは言え、大なり小なり何かと夫婦の問題というものが出てくるのであった。

## 登場人物
年齢は、特記が無い限り、基本的に第1話の時点。

### 主人公とその親族
片桐 真実（かたぎり まこと）
声 - 増田俊樹
本作の主人公。11月生まれの18歳。真彩の兄。母親が他界し、父親は服役中であるため、真彩と兄妹二人で暮らしており、簡単な食事なら作れる。中学時代は成績優秀だったが、身寄りがおらず家計を助けるため高等学校への進学を断念し、自宅近くの瀬野物流に就職する。職場での呼び名は「まこ」。職場では倉庫での荷物の仕分け作業を行っており、職場の同僚達とも上手く付き合い仕事も出来るものの、同僚たちの何気ない言葉や会話を自分の悪口だと思い込んで問答無用で殴りかかるなど非常に卑屈で短気かつ粗暴であり、職場で諍いを起こすのが常態化している。しかし、根は優しい性格の持ち主で、他者への思いやり・常識的な感性を失っていないため、自身の心の闇に苦悩している。
就職してからは高等学校に通うつもりはなかったが、職場で大卒の梶原から見下されたあげく、差別による職場いじめ（モラハラ）を受けたと感じたのを機に、高卒・大卒の資格を取るため一念発起し、真彩とともに東々第一高等学校の通信制コースに24年度生として入学した。入学式初日、偶然とは言え莉央のパンチラを拝んでしまったことで、莉央とは当初激しく反発し合うが、わだかまりが解け直ぐに付き合うようになる。高等学校では2年目で生徒会総務に選任される。のちに酒も飲める20歳になったが下戸である。
幼いころは自転車を修理してくれるなどした父親のことは大好きだった。だが、その父親が逮捕され服役してからは「早く死んでほしい」という願望を持つほど激しく憎んでいる。叔父に父親の近況を問い合わせたときも、父親のことを「あいつ」呼ばわりしたあげく死人扱いしている。莉央には嫌われたくない気持ちもあり、亡くなった母親のことは話しても、父親のことは一切話さず交際を続けてきたが、ついに莉央に父親の存在を知られてしまう。それをきっかけに自分の将来を含む全てに絶望してしまい、莉央には別れ話を切り出すようになり自ら離れていき、また周囲に対しても心を閉ざし塞ぎ込むようになる。
＜外伝＞
莉央との結婚を機に片桐姓を捨て、婿養子となり「逢澤 真実」となった。莉央のことは「りっちゃん」と呼んでいる。
結婚し所帯を持ったこともあってか、10代の頃と比べると落ち着きが出てかなり丸くなった。ただ、真彩に新しい彼氏ができた時には、彼氏が兄である自分に挨拶しに来ないことやその彼氏の素性を語らない真彩を咎めるなど、真彩には相変わらず過保護な面を見せる。
莉央とは仲良くやっており、円満な夫婦生活を営みたいとは考えているのが、無口ではないものの自ら進んで会話をすることはあまりしないので、莉央には時々誤解されてしまう。また、資産家の令嬢でもある莉央と結婚したが、自身はお金で苦労した経験から無駄遣いは好まず、お金には少し細かい。結婚しても資産家の義父に甘えるつもりは毛頭なく、結婚式の費用は負担してもらったものの、家族旅行の費用は自分たちで持ちたいと考えている。
中卒後すぐに就職した瀬野物流は既に退職しており、新しい仕事を頑張っている。
片桐 真彩（かたぎり まあや）
声 - 青山吉能
真実の妹。15歳。明るく天真爛漫な性格の娘で、様々な年齢の同級生達ともすぐに仲良くなれるなど、社交的なタイプ。極度の天然だが、莉央が（付き合い出す前の）真実を気に掛けていたことや、新が莉央をずっと好きだったことを見抜くなど、鋭い面もある。また、典型的な「お兄ちゃん子」でもあり、父親が逮捕され服役したことには悲観せず、今の家に引っ越しする際にも真実に明るく語り掛けたり、また自身のために高等学校進学を断念した真実を気遣って一緒に通信制高等学校に通うことを勧めるなど、兄思いな面を見せている。
兄とは正反対に勉強は大の苦手であり、それが原因で合格するだろうと思われた全日制の高等学校の受験に失敗してしまう。中学校の担任（真彩曰く「エリつぃん」）から通信制のある東々第一高等学校の入学を勧められ、通信制の高等学校に入学することになった。高等学校では2年目で一条新とともに生徒会編集委員になる。普段は通学しない日はアルバイトをしている。
何かと新に気を掛けたりしている。自身に好意を持つ五十嵐遼介から「一条、好きなの?」と聞かれても「わかんない…」と答えるなど自分の気持ちには自覚がないが、初めて新から名前で呼ばれた時には嬉しそうな顔をするなど態度には表れて、自覚するようになる。
＜外伝＞
真実が結婚したため一人暮らししているが、変わらず明るく元気である。就職しているが、給料の安さを嘆いており、真実らの前で「辞めたい」と愚痴をこぼしている。コスパのいい居酒屋を知っており、お酒は好きな模様。
新や遼介とは今も「良き友達」として、時に一緒に飲みに行くなど付き合いがある。新、遼介とは別に彼氏（作中では登場せず）がいるが、本気で付き合っているような感はなく、すぐに別れてしまった。
片桐 真（かたぎり しん）
真実・真彩の父親。年齢は不明。実家は時計店だったが、自身に時計を直せるウデはなかったようで、跡は継がなかった。真知子と二人で駆け落ちのように地元を離れ都会へ出て一般企業に就職、そして結婚、のち真実と真彩を授かる。
顔の雰囲気は真実に似ており、若いころは口髭はなかったが今は無精髭を生やしている。昔から他人と目を合わすことができない対人恐怖症のため多くの人と関わることが苦手で、口下手でもあるためゆっくりと喋っていた。今もほぼ無口で、無気力な言動を取っている。
真実が中学生（真彩が小学生）の時、勤務先での横領が発覚し逮捕・起訴され、執行猶予付きの有罪判決を受ける。だが、その執行猶予期間中に傷害事件を起こして再び逮捕されたため執行猶予が取り消され、刑務所に収監され服役する。本人が語るには、既に2年前（時系列から見て真実が17歳、真彩が14歳のとき）には出所していたが、出所後も子供たちの前には姿を現さず音信不通となっていた（義兄に言われるまで忘れていた）。出所後はアパートで一人暮らしをしているが、室内はゴミ屋敷同然となっている。
真実からは「息子である自分（および母と妹）の人生を狂わせた張本人」「早く死んでほしい人間」として激しく憎まれている。真実と真彩が高校生活1年目の冬、突然真実の職場を訪れ息子の前に現れたが、真実からは死人扱い・吐瀉するほど激しく拒絶され、真実の職場の社長からも「今まで何してたんだ」と強い口調で諭された上に殴られたことで、再び姿を消す。後に運送会社に就職したためドライバーとなり、莉央や中島あかり、岬太一がバイトするファミレスにも配達で顔を出すようになり、莉央とも会話を交わすようになる。だが、真実・莉央とファミレスで対面した際には、真実からは「犯罪者」と罵声を浴びせられてしまう。
その後、自ら行動を起こすようになり、子供たちに宛てて手紙を出しており、真彩はこれを読んで強く父親に会いたいと願うようになるが、真実が猛反対したため暫く叶わなかったものの、真実が周囲の意見を聞いて態度を軟化したことで、特に真彩とは5年ぶりに再会を果たす。だが、真彩の誘いで子供たちの自宅に上がった際に酔った勢いで莉央に抱きついた上に（事故ながら）怪我させたことで、目撃した真実から直接殴られてしまい、親子確執は以前よりも増して悪化する。
片桐 真知子（かたぎり まちこ）
真実・真彩の母親であり、真の亡き妻。既に故人で、真実・真彩・真の回想の中でのみ登場する。真実が小学5年生・真彩が小学2年生のころはまだ存命であったが、そのあと病没。
真とは幼馴染。若いころから病弱であり、そのため周りが避けてきた中で真だけは避けなかったことで、ずっと真の傍にいようとする。真が死にたいと思うようなそぶりを見せた時も「死んじゃだめ」と優しく諭して、真の心の支えとなっていた。
真実・真彩の叔父
名前は不明。真の義兄であり、片桐一家とは直接の血縁関係はないものの、母親が亡くなり父親との接触を断っている真実・真彩の保護者代わりとなっているほか、真の出所後は知人の運送会社を紹介し就職する際に保証人となるなど、片桐一家全員の面倒を見続けている。

### 東々第一高等学校関係者
逢澤 莉央（おうさわ りお）
声 - 山田麻莉奈
真実・真彩が通う東々第一高等学校通信制コースの同級生で、富豪の令嬢。兄弟姉妹はいない一人娘。10月生まれで、真彩・新・遼介らと同じく15歳。高校では2年目で生徒会生活委員となる。
小学生のころは非常に明るく冗談が大好きで、学校でも男子と相撲を取って投げ飛ばすほどであった（高校生になった今でも、口には出さないが力が強いことは自覚している）。しかし、家庭教師として現れた従兄のタクヤによるトラウマで次第に無口となり性格も暗くなっていったことで、級友も距離を置き始める。
タクヤから性的虐待を受け続けていたが、心の中では誰か助けてほしいと願いつつも口に出さぬまま殻にこもるようになり、そのまま中学校卒業を迎える。高等学校進学を控えて、終いには（事情を知らなかったとは言え）タクヤと仲良くするよう強要するなど何も分かってくれない母親に反発し、「（母親が進学を希望する）高等学校には行かない」と言い出してしまう。困りかねた父親から、せめて高卒の資格だけは取るよう諭されたため、東々第一高等学校の通信制コースに進学することを決意する。
入学当初は感情を押し殺して対外的にはクールに振る舞っていたが、実は可愛いもの好きで、若葉の娘ひなぎくを見て内心ときめいていた。真実とは、東々第一高等学校での出会いの後、入学式で席が隣同士となったこともあり互いに嫌味を言い合い、衝突する。ただ、入学式のあと遼介らに絡まれていた真彩を体を張ってまでして守った真実の姿を見て心を動かされ、真実に対して、自分も助けてもらいたいと内心思うようになる。そして、夏休み中に自宅でタクヤと勉強していた最中、危うくタクヤに強姦されそうになったところで真実に助けられたことをきっかけに、一度は断った真実からの交際の申し込みを受け入れ、真実と付き合うようになる恋愛脳である。一方、若葉も真実のことが好きであることを知っており、内心では若葉を警戒している他、真実に好意を持っているあかりにはライバル意識を向けられている。
タクヤから性的虐待を受けていたことで男性恐怖症にも陥っており、身内や昔から傍にいた新以外の男性は受け付けず、真実にも当初は触れることさえもできなかったが、付き合いを続けてその後は真実とはキスもするようになった。そして2年生の夏に生徒会の合宿交歓会に参加した時、「真実や真彩らは普段何かしら仕事をしているのに自分は何もしていない」とふと考え出したことをきっかけに、池衣駅前のファミレスにあったアルバイト募集の貼り紙を見て、そこでアルバイトを始めることを決意する。だがそこには恋敵であるあかりが先輩として働いていたため、早々に居心地が悪くなってしまうも、ある程度仕事には慣れていく。その後、アルバイト先に配達しに現れるドライバーこそが真実らの父親である真であり、その存在を初めて知ることとなる。真の話を聞かされた真実から別れ話を切り出されるも、激しく拒絶する。
＜外伝＞
真実が逢澤家に入ったので、結婚後も逢澤姓である。自身の誕生日が真実との結婚記念日でもあり、結婚して1年を迎える。
資産家の令嬢ということもあり、気に入ったものは値札を気にせずすぐに買ってしまう癖があり、また新婚旅行も飛行機はビジネスクラスで行こうと言い出すなど、金銭感覚が緩い（真実はそれを見るたびいい顔をしない）。
父親の紹介でマスコミ関係の会社に就職したが、「コネ入社のお嬢さん」だと思われるのが嫌で、頼まれた仕事を断らず一手に抱え込んでしまい、ストレスで爆発しそうになることもある。
会話の少ない真実には不満があり、誤解することもしばしば。それでも真知子の墓前で「この人（真実）がいないと生きていけません」と言い、特にお酒を飲みすぎて酔ってしまうと真実に甘えたくなる。夫である真実に対しては、結婚してからも「片桐くん」と呼んでいる（莉央本人が気に入っている）。
一条 新（いちじょう あらた）
声 - 伊東健人
莉央と行動を共にしている男子生徒。真実の発言から、真彩・莉央・遼介らと同い年の15歳。常に感情を押し殺しており、明るく笑っている姿は見せたことはなかったが、後に微笑んだ姿も見せるようになった。
両親は幼いころに離婚。ギャンブル好きで働かない父親に愛想を尽かして家を出た母親について行き、小学生のころから母親とともに莉央の自宅で暮らしている。母親は今も莉央の家で住み込みで家政婦として働いている。
口や態度には出さないが、内心は莉央のことを強く想っており、莉央の性格が暗くなっていったのはタクヤに原因があることを薄々感じ取っていた。また、莉央が通信制高等学校に通うことを決めた際には、その姿を見て自分も同じく通信制高等学校に通うことを決意する。高等学校では2年目で真彩とともに生徒会編集委員になる。
真実のことは当初から快くは思っておらず、年上なのに真実にタメ口で話しぶつかり合っていたが、「莉央にとって、今の自分に本当に必要な人は真実」だと気付いてからは一歩引いた立場におり、真実ともぶつからない程度で接している。莉央に対しては、同い年だが母親が家政婦という事情から一貫して敬語でさん付けしている。
＜外伝＞
プロの作家になろうと決意し、就職はしていない。賞レースに応募しているが、まだ入賞経験はない。今でも真彩、遼介とは時々酒を飲むなど「良き友人」として付き合いは続けている。
斉藤 若葉（さいとう わかば）
声 - 折井あゆみ
真実らと同級生。20歳のシングルマザー。3人きょうだいの真ん中で、ほかに兄と弟がいる。
普段はSEIBOデパートの売り場で店員のアルバイト（準社員）をしている。大口のお得意様がおり、営業成績は良い。本人は社員登用を希望しているが、高卒資格を取ることが社員登用の条件であるため、東々第一高等学校通信制コースに入学した。
元は東々第一高等学校とは別の全日制の高等学校に通っていたが、1年生の夏に泰平と情に流され一夜限りの肉体関係を持ったときに妊娠してしまう。泰平とは交際していたわけではなかったが、聴いていた音楽などを接点に親しい間柄となる。だが、泰平と当時付き合っていた彼女やその同級生らから別れるよう忠告されていたのに妊娠してしまったことで負い目を感じてしまい、両親や周囲の反対を押し切って高等学校を中退、そして自ら泰平の元から離れてしまった。ひなぎくを出産してから1年間は親戚の家に居候したが、その後は駅から離れた安アパートの2階でひなぎくと二人で暮らしている。実際は、父親や兄に時々ひなぎくの保育園への送迎を頼むこともあるなど身内と絶縁したわけではないのだが、妊娠が分かったときに「シングルマザー（が身内にいること）なんて恥ずかしい」と言った母親（声 - 木間萌）だけは許せず「一人で産む」と意地になり、その母親が身を案じて電話を掛けてきた際にも「誰とも関わらないようにしてやってる」と反抗的な態度を取るなど今も強いわだかまりがある。
何かと世話を焼く真実に好意を抱くようになり、キスをしたり、娘を職場の同僚に預けてまで映画館デートに誘ったりした。しかし、そのデートのあと勇気を出して告白しようとした寸前で、真実からは「ごめんな」と言われてしまう。真実が莉央と付き合い出してからは一歩引いた立場にいるが、それでも二人だけの時に真実とキスしたい衝動にかられたこともあるなど内心諦めきれていない面もある。泰平とは再会した際に紆余曲折の末に和解を果たしそれからは良好な関係を築くものの、恋愛感情は既になく再三の復縁の希望もすべて断っている。
＜外伝＞
真実と莉央が結婚してからも付き合いはあり、真実のキャバクラ通いを疑う莉央に対し（電話を通してだが）親身なアドバイスを送るなど、良き相談相手である。
既に結婚し、夫（作中では登場していない）と泰平との間に生まれた長女のひなぎく、そして今の夫との間の子供である次女のしおんの4人でマンションで暮らしている。働きづめであり、ひなぎくに心配されている。
斉藤 ひなぎく（さいとう ひなぎく）
声 - 射場美波
若葉の長女。4歳。父親は泰平で、泰平に対しては、実の父親だと分かった上でかは不明だが『あだ名』で「パパ」と呼んでいる。
母親である若葉が一人で頑張っている姿を常に見ているので、幼いながらも自分（および学校に居ついている野良犬）で弁当を買いに行くなど、とてもしっかりした面を見せる。
＜外伝＞
中学生となった。真実らの自宅の近くで暮らしており、真実とはよく顔を合わす。真実に直接意見するなど、言いたいことはハッキリという性格。歳は離れているが真実に気がある素振りを見せる。
「しおん」という幼いころの自身にそっくりな保育園児の妹がおり、忙しい母親に代わって朝食を用意したり、妹の通園の送迎をしたりしており、若葉曰く「自分より3倍しっかり者」。
松井 善治（まつい ぜんじ）
声 - 佐治和也
真実らと同級生。76歳の男性。中学生の孫娘がいる。莉央と口喧嘩して気まずくなった真実や、真彩になかなか振り向いてもらえない遼介に対し、人生経験豊富な立場から優しくアドバイスする、良き仲間でもある。東々第一高等学校では2年目に生徒会長となる。
五十嵐 遼介（いがらし りょうすけ）
声 - 土田玲央
入学式終了後、真彩に絡んできた男子生徒3人組の中の1人。具体的な年齢に関する描写はないが、作中の描写から真彩・莉央・新らと同じく15歳。姉がいる。
未成年ながら喫煙する不良だが、根っからの不良というわけでなく、元はいじめられっ子の少年だった。小学生のころにいじめられっ子の味方をしたことで逆に自身もいじめられ、助けた相手からも裏切られた経験から人を信用しなくなり、「長いものに巻かれろ」な流れで悪友との付き合いから不良になってしまった。そして他の不良仲間について行く形で東々第一高等学校通信制コースに入学しただけであったので、当初は自身もいつ退学してもいいという感覚で通学していた。年上の松井に対しても、初めは鞄を持たせたりテストで代筆させるなど、パシリで使わせていた。
真彩に松井をパシリさせているところを咎められたことなどで、それからは真面目に授業を受けるようになる。次第にそんな真彩に好意を寄せるようになる。彩の方は恋愛対象としては気に留めていないようだが、新を含めた3人での友人関係が形成されている。また、真彩からは「五十嵐」と呼び捨てで呼ばれている。
＜外伝＞
一般企業に就職しており、「いつまで続くか分からん」とは言いつつ社会人している。真彩、新とは時々酒を飲むなど「良き友人」として付き合いは続けているが、彼氏がいる真彩に対しては今も未練がある素振りをみせる。
鈴本 健太（すずもと けんた）
真実や莉央らが住む、小泉支部に属する街の生徒たちを纏めるクラスメイト。真実らより1年早く入学した23年度生であり、先輩にあたる。東々第一高等学校では3年目に生徒会副会長になった。
皆からは「支部長」や「副会長」と呼ばれているが、初めて名前が分かったのは真実らが通学2年目の運動会。年齢は20歳代後半（30手前）。真実に対しては「片桐兄」、真彩に対しては「片桐妹」と呼んで区別している。
賃貸マンションで独り暮らしだが、部屋数が幾つかあるそこそこ広い物件に住んでいる。普段は会社員をしている。
とても明るい性格で、小泉地区の支部長として勉強会を取りまとめたりするなどリーダーシップを発揮している。だが、女性関係の話になると急にテンションが下がり暗くなる。
富田 泰平（とみた たいへい）
ひなぎくの父親であり、若葉を妊娠させた張本人。真実や若葉らから1年遅れて、東々第一高等学校の通信制コースに入学した25年度生。初登場時23歳。腹違いの弟・優平がいる。若葉の兄とは同級生で面識がある。喫煙者。年下だが先輩となる真実に対しては、一応は敬語を使うものの、「パイセン、しくよろ」と呼ぶなど軽い面がある。
元は若葉と同じ全日制の高等学校に通っており、若葉とはそこで知り合ったが、その時若葉が1年生で泰平が3年生だった。高校生のころには既に親元を離れて一人暮らしをしており、また病気の父親の医療費を稼ぐためあまり登校せずアルバイトばかりしていた。そして当時付き合っていた同級生の彼女に食事や部屋の掃除など身の回りの世話をしてもらっていたのだが、実際は一方的に惚れた彼女による押しかけ女房のような状態だったため彼女のことは本気で好きになっておらず、ふとしたきっかけで若葉とも深い仲になってしまう。そしてある夏の日の夜、若葉とは一度きりの肉体関係を持つが、その時妊娠させてしまったことをきっかけに、付き合っていた同級生の彼女にも別れ話を切り出して別れ、自身も若葉の後を追うようにその直後に高等学校を中退した。それからは、仕事をしつつ姿を消した若葉に会おうと若葉の兄に何回も接触を試みるが、その都度断られる。ただ、若葉が通信制高等学校に通っていることを若葉の兄がうっかり口にしてしまったことで、自身も通信制高等学校に進学することを決意する。そして、若葉が東々第一高等学校に入学した1年後、入学式の会場で、長らく音信不通となっていた若葉（とひなぎく）と偶然に再会することになる。その後若葉とは話し合いを持つことはできたが、ヨリを戻すことは断られている。

### 瀬野物流関係者
社長
声 - 土田玲央
本名不明。白髪の年配の男性で、真実にとっては実の父親のような存在。裏表がなくハッキリと意見するだけでなく血の気も多く、事前に連絡もなくいきなり職場にいる息子の前に現れた真に対しては、（初対面であったが）直接殴って諭した。
真実の家庭事情を理解した上で彼を採用した。仕事に対しても口調も厳しいが、真実のことは「まこ」と呼ぶなど可愛がっている。そして真実のことを認めているからこそ、真実が逮捕された時も解雇はせず、また「自分が自分を決めつけている」などと厳しい口調ながらも真実にアドバイスを送る。そしてその言葉は、真が目の前に現れてからの真実にとって、とても重たい言葉となっている。終いには、父親のことで仕事にまで影響が出ただけでなくヤケ気味となっていた真実にたまりかねて、直接手を出してしまう（但しそのあと二人で飲みに行くなどフォローもしっかりしている）。
＜外伝＞
真実が瀬野物流を退職したときには温かく送り出しており、また真実とはそれからも時に酒を飲むなど付き合いは続いている。ただ、年のせいか、酒は弱くなっている。
梶原 優（かじわら まさる）
声 - 工藤遼大
真実が勤め出してから4年目の春に入社してきた大卒社員。社長の知り合いの息子。
大卒、縁故ということもあり、入社早々いきなり現場の指揮係となる。性格はかなり悪く、中卒の真実には初対面でタメ口を話すほど見下したあげく職場いじめ（モラハラ）を受けさせていた。父親と社長が知り合いというだけでコネで入社し、腰掛けのつもりでいたため、仕事に対して真摯に取り組む姿勢が見えない。すぐに辞めるだろうと思っていた社長の思惑通り、半年も経たずに退職した。

### その他
中島 あかり（なかじま あかり）
18歳の女子大生。真実の中学校での同級生。
中学生のころは眼鏡・おかっぱ頭で地味な恰好、引っ込み思案な性格のため、友達がいなかった。その中、真実だけは優しく接してくれたことで、そのことに恩義を感じて真実に強い好意を抱いている。
後に父親が逮捕され急に引っ越してしまい音信不通となった真実を追いかけ続け、手がかりがなく3年が経過した後、ようやく真実が東々第一高等学校通信制コースに通学していることを掴む。真実の周りで、最初から真が受刑者であったことを知る数少ない人物だが、本人はそのことは全く気にしておらず、むしろ真実の身を案じていた。
真実が莉央と交際していることを知ってショックを受けるが、それでも何とか振り向いてもらおうと真実とLINEのアドレスを交換しメールを送るなど、彼へのアプローチを続けている。
上記の経緯から、莉央に対しては強い敵意と嫉妬心を抱いており、莉央の方からも否定的な評価と印象を下されている。しかし、莉央が申し込んだ池衣駅前のファミレス「Donny's」で以前からアルバイトをしており、莉央が入社した際には気まずくなってしまった。以後、莉央には（真実絡みのライバル意識を持ち込みつつ）先輩面をして厳しく接するが、あかり自身も店長からケアレスミスを咎められている。
岸 タクヤ（きし タクヤ）
莉央の父方の従兄。大学生。
学業は優秀だが、家族（主に母親・冴子）に抑圧されて育ったため、ネガティブ思考かつ歪んだ性格の持ち主で、社交性も低い。莉央の家庭教師でもあったが、その立場を利用し、また莉央が無抵抗なのをいいことに、莉央の部屋で二人きりで勉強を教えながら、莉央の体を触るという性的虐待も行っていた。眼鏡を着用している。
冴子の勧めで夏休み中に百貨店で販売のアルバイトをするも、非常識な接客態度を上司から叱責される。また、同僚からも陰口を叩かれており、「なんかキモい」「見た目が性犯罪者のよう」と蔑まれていた。莉央との勉強中にそれを思い出したことで抑圧された怒りの感情・欲情が爆発、八つ当たり同然に莉央を強姦する寸前までいってしまう。しかし、莉央の家を訪れていた真実にその現場を目撃されたことで、制裁を受ける。
真実から制裁を食らった後、警察に事情聴取のため任意同行された際も反発するなど、莉央に性的虐待を加えていたことに対しての反省の態度は見られなかったため、任意同行される直前に莉央にも制裁を食らった。後日、冴子とともに莉央の両親に謝罪に訪れた際も、正座はしていたが謝罪の言葉は無く、叔父から絶縁を突きつけられた際には冷や汗こそ流していたものの、終始下を見つめたまま無言かつ不動のままであった。
その後は冴子によりカウンセリングを受けさせられる。その最中、真実と関係がこじれてしまった莉央の目に前に再び現れ莉央を震え上がらせるが、今度は新が盾となり、結局はまた殴られ追い返された。ただ、この件をきっかけに莉央は母親と和解することができた。
莉央の母親
名前不明。娘への愛情はあるが、冴子との関係を保つ上での面子ばかりを重視し、莉央のSOSに対して聞く耳を持たないばかりか執拗にタクヤとの親交を強要し続けていた。タクヤの悪行が明らかになった際には莉央に詫びを入れようとするが、彼女に今までの態度を手厳しく詰られ、子供のように泣き崩れた。以後は塞ぎ込んでしまっている。いわゆる「子供染みた人」で、大人としてのモラルを弁えない振る舞いが目立つ。
＜外伝＞
髪型はショートヘアとなっている。莉央と真実の結婚式の費用を持ったり、娘夫婦の結婚1周年を祝うホームパーティーを家族4人で有名なシェフを招いて豪華にやろうと張り切ったりするなど、莉央と和解してからは明るく振舞っている。真実のことも気に入っているが、お金の話をするのを好まない真実の前で（お金を気にせず）ブランド品など高い買い物をしたことを平気で話すなど、莉央から見て「空気が読めない」ところは昔と相変わらず。
莉央の父親
名前不明。冴子の弟でタクヤの叔父にあたる。妻とは異なり、良識的で毅然とした性格。莉央の受けた性的虐待を知った際には、謝りに来た冴子と同行した甥のタクヤに対して「そいつ」呼びし、「今だって殺したいぐらい」と切り捨てる程の怒りと憎悪の感情を露わにした。真実の家で莉央が鼻に怪我をして病院に行った際には、その場で真実に娘と別れるよう依頼する。
＜外伝＞
色々なトラブルを乗り越え莉央と結婚してくれたこと、婿養子となってくれたことなど色々あったため、真実に対しては何かと気を遣いつつ、感謝もしている。
岸 冴子（きし さえこ）
莉央の伯母（莉央の父親の姉）。タクヤの母親。
タクヤが莉央を性的虐待していたことが発覚するまでは、義妹である莉央の母親とはとても仲が良かった。そのため、莉央の母親は莉央に対して平手打ちまでしてタクヤと仲良くするよう強要した。タクヤの所業を知った際には激しく動揺し頭を下げるなど良識はあるが、自身の抑圧的な教育がタクヤに悪影響をおよぼしたことには全く気付いていなかった。世間体もあり、タクヤを何とか更生させようとカウンセリングを受けさせたりしている。
岬 太一（みさき たいち）
莉央、あかりと同じく、池衣駅前のファミレス「Donny's」でウェイターのアルバイトをしている男子大学生。母子家庭なうえに年の離れた弟と妹がおり、奨学生でもあるため生活費を稼ぐため合わせて3つのアルバイトを掛け持ちしているが、本人は至って明るくポジティブである。
アルバイトを始めた当初ミスを連発する莉央に対し、指導係のあかりは（過去のいきさつもあり）厳しく接する一方で、気に入ってやさしく励まして親切にアドバイスしたことで、莉央は少し心を動かされた。だが、実はあかりに好意を寄せている。
真実に対してはあかりを巡る嫉妬心からやや意地悪な態度をとったものの、基本的には友好的に接している。その反面、真実からは初対面時の誤解もあり相性の悪さから激しい苦手意識を持たれている。

## 作中で登場する地名・施設
東々第一高等学校
真実・真彩・莉央・新・若葉・遼介などが通う高等学校。全日制だが通信制コースもある。通信制コースの生徒は基本的に通学の必要はなくレポート提出（郵送ないし持参）だが、通学しての授業（スクーリング）もあり、授業は全日制コースの教室を使用して行っている。また、通信制コースの生徒には制服の着用義務はないため真実や若葉らは私服で通学しているが、真彩・莉央・新・遼介は制服で通学している。通信制コースでも全日制コース同様に期末考査・文化祭・体育祭・生徒会活動などがあり、また毎年夏には山能市の山能高等学校通信制コースの生徒会との合宿交歓会も行っている。
小泉支部
登場人物らの住むエリアを指して、東々第一高等学校では小泉支部と呼ぶ。真実・真彩・莉央・新らの自宅はここにある。作中で登場する鉄道にも『小泉駅』があり、この支部を代表する生徒（支部長）が鈴本健太。支部単位で、期末考査など試験前には入学年度は関係なく皆で集まって勉強会を開いたり、皆でプールに行ったり学園祭では演劇を披露したり飲食（小泉支部は豚汁）を提供したりするなど、結束力がある。
瀬野物流
真実の勤務先。東々第一高等学校における小泉支部に属するエリアにある。真実はここの倉庫で仕分け作業を行っている。社員の会話から、梶原のように大卒で就職してくる者は珍しい模様。
SEIBOデパート
若葉のアルバイト先。百貨店クラスの規模。
Donny's
莉央・あかり・岬がアルバイトしている、池衣駅前のファミリーレストラン。偶然にも、運送会社のドライバーとなった真も店に配達に伺っていたことで、莉央もその存在を知ることとなる。

## 書誌情報
- 佐々木ミノル 『中卒労働者から始める高校生活』 日本文芸社〈ニチブンコミックス〉、既刊21巻（2025年4月28日現在）
  1. 2013年5月29日発売[23]、ISBN 978-4-537-13039-3
  2. 2014年1月29日発売[24]、ISBN 978-4-537-13133-8
  3. 2014年9月29日発売[25]、ISBN 978-4-537-13203-8
  4. 2015年5月29日発売[26]、ISBN 978-4-537-13295-3
  5. 2015年11月28日発売[27]、ISBN 978-4-537-13371-4
  6. 2016年5月28日発売[28]、ISBN 978-4-537-13449-0
  7. 2016年11月28日発売[29]、ISBN 978-4-537-13514-5
  8. 2017年5月29日発売[30]、ISBN 978-4-537-13589-3
  9. 2017年11月29日発売[31]、ISBN 978-4-537-13660-9
  10. 2018年5月28日発売[32]、ISBN 978-4-537-13753-8
  11. 2018年11月29日発売[33]、ISBN 978-4-537-13850-4
  12. 2019年5月29日発売[34]、ISBN 978-4-537-13930-3
  13. 2020年3月28日発売[35]、ISBN 978-4-537-14228-0
  14. 2020年9月28日発売[36]、ISBN 978-4-537-14291-4
  15. 2021年4月8日発売[37]、ISBN 978-4-537-14359-1
  16. 2021年9月29日発売[38]、ISBN 978-4-537-14415-4
  17. 2022年5月27日発売[39]、ISBN 978-4-537-14509-0
  18. 2023年1月27日発売[40]、ISBN 978-4-537-14602-8
  19. 2023年9月28日発売[41]、ISBN 978-4-537-14701-8
  20. 2024年4月26日発売[42]、ISBN 978-4-537-14814-5
  21. 2025年4月28日発売[43]、ISBN 978-4-537-17226-3
- 佐々木ミノル 『お嬢さまから始める結婚生活』 日本文芸社〈ニチブンコミックス〉、既刊3巻（2024年11月9日現在）
  1. 2020年3月28日発売[44]、ISBN 978-4-537-14227-3
  2. 2022年1月8日発売[45]、ISBN 978-4-537-14448-2
  3. 2024年11月9日発売[46]、ISBN 978-4-537-14919-7

## Webアニメ
アニメ視聴アプリ「アニメBeans」にて、2018年11月30日より配信開始。これに合わせて本作の視聴者参加型オーディションがLINE LIVEで行われ、主要キャストが決定したほか、得票数の多かった射場美波、工藤遼大、木間萌らの出演も決定した。
2018年11月30日に第1話から第10話までが配信され、以降は12月28日より2019年1月25日まで毎週金曜日に2話ずつ、合わせて20話が配信された。なお、第1話から第5話までは無料で視聴が可能だが、第6話以降は有料（ポイント制）となっている。

### スタッフ
- 原作 - 佐々木ミノル
- 絵コンテ・演出 - 肉風
- キャラクターデザイン - 春松
- 撮影 - 高橋哲也
- 録音調整 - 森田祐一
- 編集 - 窪田工房
- 動画、仕上げ - ロケットビジョン
- 音響監督 - 佐藤当史
- プロデューサー - 大久保圭
- 制作 - TEAM meat gangster
- 製作 - アニメビーンズ

### 各話リスト
| 話数   | 配信日         | 視聴 |
| ------ | -------------- | ---- |
| 第1話  | 2018年11月30日 | 無料 |
| 第2話  | 2018年11月30日 | 無料 |
| 第3話  | 2018年11月30日 | 無料 |
| 第4話  | 2018年11月30日 | 無料 |
| 第5話  | 2018年11月30日 | 無料 |
| 第6話  | 2018年11月30日 | 有料 |
| 第7話  | 2018年11月30日 | 有料 |
| 第8話  | 2018年11月30日 | 有料 |
| 第9話  | 2018年11月30日 | 有料 |
| 第10話 | 2018年11月30日 | 有料 |

| 話数   | 配信日         | 視聴 |
| ------ | -------------- | ---- |
| 第11話 | 2018年12月28日 | 有料 |
| 第12話 | 2018年12月28日 | 有料 |
| 第13話 | 2019年1月4日   | 有料 |
| 第14話 | 2019年1月4日   | 有料 |
| 第15話 | 2019年1月11日  | 有料 |
| 第16話 | 2019年1月11日  | 有料 |
| 第17話 | 2019年1月18日  | 有料 |
| 第18話 | 2019年1月18日  | 有料 |
| 第19話 | 2019年1月25日  | 有料 |
| 第20話 | 2019年1月25日  | 有料 |